# 10128 Bro
10128 Bro là một tiểu hành tinh vành đai chính với chu kỳ quỹ đạo là 1247.8932269 ngày (3.42 năm).
Nó được phát hiện ngày 19 tháng 3 năm 1993.